# Sclerofylle vegetatie

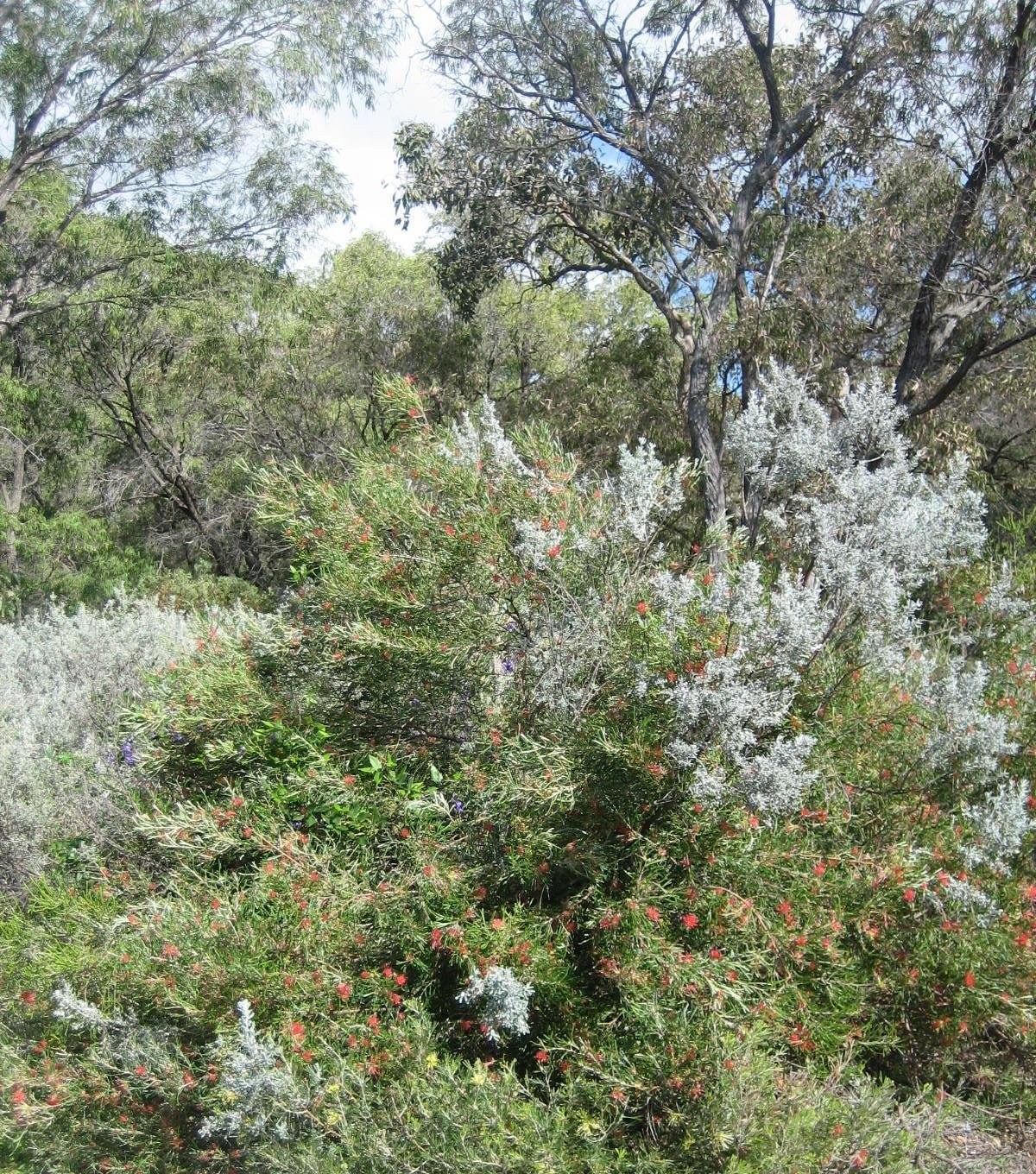
Sclerofyl bos in het westen van Australië

Sclerofylle vegetatie is een vegetatietype dat wordt gekenmerkt door sclerofylle planten: planten met kleine, harde, groenblijvende bladeren, korte internodia (de afstand tussen bladeren langs de stengels en takken) en bladeren die parallel of schuin georiënteerd staan op het zonlicht. De bladeren hebben een dikke cuticula en de huidmondjes liggen verzonken aan het bladoppervlak zodat de verdamping van water wordt tegengegaan. Voorbeelden van sclerofylle planten zijn de olijfboom en de steeneik. 
Het woord sclerofyl is afkomstig van de Griekse woorden sklēros (hard) en phyllon (blad, loof), wat "hardloof" betekent. 
Sclerofylle vegetatie komt voor in delen van de wereld met een mediterraan of subtropisch klimaat met vochtige winters en droge zomers. De gemiddelde jaarlijkse neerslag ligt, met sterke jaarlijkse schommelingen, op ongeveer 300 tot 1000 mm. Zo is deze hardloofvegetatie typisch voor de chaparral in Californië en het aangrenzende Mexicaanse schiereiland Baja Californië. Verder komt deze begroeiing ook voor in het westen en oosten van Australië, in mediterrane bossen, bosland en struwelen die het Middellandse Zeegebied domineren, in de Chileense Matorral en in de Kaapprovincie in Zuid-Afrika.
Sclerofylle vegetatie ondergaat vaak natuurlijke, maar ook wel door de mens veroorzaakte branden. Pyrofyten zijn soorten in dergelijke vegetaties die een aanpassing vertonen aan deze frequent optredende branden, zoals de kieming van de zaden die pas plaatsvindt na een brand.